# Linea Metaxas
La linea Metaxas (in greco Γραμμή Μεταξά Grammí Metaxá) fu una linea militare difensiva costituita da diverse fortificazioni, bunker, cunicoli, gallerie e corridoi scavati nella roccia, al confine tra la Grecia e la Bulgaria durante la Seconda guerra mondiale.
Il nome della linea fortificata deriva da quello che diverrà il dittatore greco Ioannis Metaxas.

## Storia
Inizialmente a difesa del confine greco con la Bulgaria esisteva solamente la fortezza di Roupel nei pressi di Sidirokastro, ma nonostante i suoi miglioramenti, questa era già considerata inadeguata. Fu quindi deciso di costruire una più grande e sviluppata linea difensiva, lungo tutto il confine settentrionale, infatti la linea doveva fornire difesa ai territori greci da un'ipotetica invasione del suo territorio da parte dei tedeschi nazisti.
I progetti della linea iniziarono attorno al 1935 e i lavori di scavo nel 1936 nei pressi delle catene montuose di Kerkini. Purtroppo l'entrata in guerra della Grecia nel 1940 impedì il completamento della linea difensiva. Infatti la costruzione della linea si fermò a Komotini nella Tracia, avendo coperto 155 chilometri di linea di confine. La difesa della linea era stata affidata al generale Bakopulos.
Il piano originale tedesco prevedeva un'azione offensiva che dalla Bulgaria doveva puntare contro la linea Metaxas e verso Salonicco invadendo la Macedonia anche con l'aiuto degli Stuka: Operazione Marita. Ma, così come la linea Maginot a difesa del confine francese, la linea Metaxas fu aggirata dai tedeschi, passando per Skopje, e tagliando così in due lo schieramento greco nell'aprile 1941.
I soldati greci resistettero anche oltre alla caduta dell'esercito greco (21 aprile 1941), infatti i soldati a difesa della linea rimasero a combattere fino al 23 aprile, quando i soldati tedeschi della 5. Gebirgs-Division (5ª divisione da montagna) comandati dal generale Julius Ringel arrivarono ad usare i gas lacrimogeni, facendo uscire dalle loro posizioni i soldati greci. I tedeschi apprezzarono tanto i soldati greci, che non ne fecero prigionieri, anzi li lasciarono andare via senza armi ma con le loro bandiere di guerra.

## Struttura
Per l'illuminazione interna delle opere furono inizialmente utilizzate lampade ad olio, nonostante fossero installati anche dei generatori di corrente elettrica. La ventilazione controllata interna funzionava sia naturalmente che con apposite apparecchiature. L'approvvigionamento d'acqua veniva attraverso apposite canalizzazioni.
La linea difensiva era lunga 155 chilometri e il loro costo durante i quattro anni della loro costruzione, allora ammontava a 100.400.000 dracme.
Oggigiorno, alcune opere difensive sono ancora utilizzate, mentre altre sono aperte alle visite per il pubblico.